# Maopingchang (köpinghuvudort i Kina, Hubei Sheng, lat 31,14, long 111,67)
Maopingchang (kinesiska: 茅坪场, 茅坪场镇) är en köpinghuvudort i Kina. Den ligger i provinsen Hubei, i den centrala delen av landet, omkring 260 kilometer väster om provinshuvudstaden Wuhan. Antalet invånare är 24 797. Befolkningen består av 10 877 kvinnor och 13 920 män. Barn under 15 år utgör 9,0 %, vuxna 15-64 år 80 %, och äldre över 65 år 10,0 %.
Runt Maopingchang är det ganska tätbefolkat, med 248 invånare per kvadratkilometer. Närmaste större samhälle är Yangping, 14,6 km nordväst om Maopingchang. I omgivningarna runt Maopingchang växer i huvudsak blandskog.
Genomsnittlig årsnederbörd är 1 176 millimeter. Den regnigaste månaden är augusti, med i genomsnitt 198 mm nederbörd, och den torraste är december, med 13 mm nederbörd.